# Чурка (остров)
Чурка (азерб. Çurki adası) — остров в Каспийском море, один из островов Апшеронского архипелага.

## Описание
Длина острова составляет 300 м, ширина — около 15 м, высота 5—6 м. Северо-восточная часть острова обрывиста, а юго-западная сторона наклонена под углом 30—35°.
Остров сложен из известняка. Вокруг острова имеется множество подводных и выступающих из воды камней.